# David Lewis (designer)
David Lewis (født 19. februar 1939 London, død 8. november 2011 Danmark) var en engelsk designer, der i 1960'erne flyttede til Danmark.
Blev ansat af Jacob Jensen der var designer for B&O. 
Han havde egen tegnestue i Danmark, men var tilknyttet B&O fra 1980 indtil sin død.
Han havde designet flere B&O produkter som f.eks. LX5500, Beolink 1000, Beocord VX5000 og BeoSound Century. 
Hans design var funktionalistisk som Dansk design er.